# فيصل فولاذ
فيصل حسن فولاذ ناشط حقوقي دولي وعضو سابق في مجلس الشورى من 1996 إلى 2010.

## السيرة
ولد فولاذ في المنامة. حصل على شهادة البكالريوس في الاقتصاد والعلوم السياسية من جامعة لندن عام 2001. فولاذ ناشط عمالي منذ عام 1975 ومؤسس الاتحاد العام لعمال البحرين، ورأس اللجنة العامة لعمال البحرين من 1996 إلى 1998 ورئيس اللجنة المشتركة لعمل طيران الخليج من 1996 إلى 2001. أسس مع هدى عزرا جمعية هيومن رايتس ووتش البحرينية التي وصفت بأنها مدعومة من قبل الحكومة حسب برقية ويكيليكس المسربة ومركز الخليج الأوروبي لحقوق الإنسان حيث كان يشغل منصب الأمين العام ومن أهم مطالبته حقوق المرأة وإلغاء رسمي لعقوبة الإعدام وحقوق العمل للعمال البحرينيين والمغتربين. في الآونة الأخيرة قاد لوبي لإنشاء لجنة حقوق الإنسان في مجلس الشورى.
أسس فولاذ في عام 2015 «الحملة العالمية ضد ارهاب النظام الإيراني» والهدف هو تشكيل تحالف عالمي من اجل ادانة وفضح الإرهابي الإيراني وتقديم قادته للمحاكمة الدولية خاصة بعد اتفاق 5+1 بين النظام والدول الست الكبري ودور النظام الإيراني وعملاءة بالمنطقة خاصة في بث وتمويل ونشر الإرهاب في (لبنان والعراق وسوريا واليمن والبحرين) وغيرها.

## الجدل
في مايو 2006 عين فولاذ لأول مرة عضوا في مجلس الشورى مع وقف التنفيذ. قدم ستة عشر عضو في مجلس الشورى شكوى إلى الرئيس مدعين أن فولاذ أهانهم مرارا أثناء الجلسات. علقت عضوية فولاذ في وقت لاحق لمدة أسبوعين.
اتهمت فولاذ من قبل زملائه بأنه نرجسي. في أبريل 2006 قال عضو مجلس الشورى خالد شريف: «كل ما يهمه بأن ينشر اسمه في الصحف في اليوم التالي».
وقال عضو آخر في مجلس الشورى لجريدة غلف ديلي نيوز:
في سبتمبر 2006 تورط فولاذ في فضيحة البندر بتهمة تلقي 500 دينار بحريني (1326 دولار أمريكي) شهريا من رئيس المؤامرة أحمد بن عطية الله آل خليفة. المؤامرة المزعومة تهدف إلى التحريض على الفتنة الطائفية والحفاظ على هيمنة الطائفة السنية الحاكمة على الأغلبية الشيعية.
في عام 2012 دعا فولاذ لإنهاء حظر السفر على عاملات المنازل في البحرين. في 21 مايو 2012 قدم مراجعة دورية شاملة خلال الدورة الثالثة عشرة لمجلس حقوق الإنسان التابع للأمم المتحدة في جنيف. قال فولاذ أنه من الضروري بالنسبة للبحرين بذل المزيد من الجهد لحماية حقوق العمال المهاجرين والعمال المحليين والذين يواجهون حظرا على السفر وحماية حقوق الأقليات في البحرين وخاصة اليهود وبهائيين والمسيحيين. انضم إلى نشطاء خارج مجلس حقوق الإنسان التابع للأمم المتحدة في جنيف في 21 مايو 2012 في الاحتجاج ضد النظام الإيراني والتدخل المستمر في شؤون البحرين والعراق وسوريا ولبنان.
في يونيو 2012 أدان انتهاكات النظام العراقي الخطيرة لحقوق الإنسان في مخيم أشرف ومعسكر ليبرتي وذلك نتيجة للضغط والتدخل السافر للنظام الإيراني.
أسس فولاذ مع آخرين الشبكة البحرينية لحقوق الإنسان ودشنوا حملة لإصدار قانون الأحوال الشخصية للمرأة الشيعية البحرينية مترافق مع اجتماع مجلس حقوق الإنسان في 19 سبتمبر 2012 لمناقشة توصيات البحرين لحقوق الإنسان.